# Ли Пэн
Ли Пэн (кит. трад. 李鵬, упр. 李鹏, пиньинь Lǐ Péng; 20 октября 1928[…], Шанхай — 22 июля 2019[…], Пекин) — китайский государственный деятель, премьер Государственного совета Китайской Народной Республики в 1988—1998 гг., председатель Постоянного комитета Всекитайского собрания народных представителей в 1998—2003 гг. Вместе с Цзян Цзэминем принадлежит к третьему поколению руководителей Китая.
Прозвище «Пекинский мясник» Ли Пэн получил от ряда международных правозащитных организаций благодаря роли, которую он сыграл в подавлении народных волнений, прокатившихся по Китаю в 1989 году и завершившихся студенческими манифестациями на площади Таньаньмэнь в Пекине. Тогда по приказу партийных лидеров солдаты убили сотни мирных граждан. В Китае упоминания о расправе над протестующими, о жертвах и преступлениях, совершённых в это время военными, подвергаются жёсткой цензуре.

## Биография
Родители родом из г. Ибинь провинции Сычуань. Отец — Ли Шосюнь, писатель, один из первых китайских коммунистов, участвовал в Наньчанском вооружённом восстании, был расстрелян гоминьдановцами в 1931 году. В семилетнем возрасте Ли Пэн был усыновлён Чжоу Эньлаем, который был самой влиятельной фигурой в партии после Мао Цзэдуна и в 1939 году направил Ли на учёбу в Чунцин. В 1945 году семнадцатилетним вступил в КПК.
В 1941 году поступил в Институт естественных наук в Яньане (совр. Пекинский технологический университет). В 1948 году направлен на учёбу в СССР в Московский энергетический институт, где он учился в одной группе вместе с будущим президентом Румынии Ионом Илиеску на гидроэнергетическом факультете. Во время учёбы Ли председательствовал в Ассоциации китайских студентов в СССР. Окончил МЭИ в 1955 году с красным дипломом, после чего возвратился на родину. В 1995 году ему вручили диплом почётного доктора МЭИ.
В 1955—1966 заместитель директора и главный инженер ГЭС «Фынмань» (провинция Гирин), заместитель главного инженера управления электропромышленности, начальник управления распределения энергии Северно-Восточного Китая, директор ТЭС Фусинь (провинция Ляонин). В 1966—1978 начальник электроэнергетического управления Пекина.
С 1979 года заместитель, с 1981 года министр энергетической промышленности КНР.
С июня 1983 года (6-й созыв ВСНП) третий по рангу вице-премьер Госсовета КНР, ответственный за энергетику, транспорт и образование. С 1985 года (по 1988) председатель Государственного комитета по делам просвещения (по совместительству).
В 1987 году сменил избранного генсеком ЦК КПК Чжао Цзыяна на посту премьера Госсовета КНР. Считался близким к Дэн Сяопину.

### В высшем руководстве
В 1987 году Ху Яобан был обвинён в причастности к серии прокатившихся по стране протестов и был смещён с поста генерального секретаря КПК. Премьер Чжао Цзыян стал новым генеральным секретарем КПК, а Ли Пэн — премьером Госсовета КНР.
В 1988 году правительство начинает ценовую реформу, в ходе которой начинает расти инфляция. Это вызывает недовольства среди населения и выливается в массовые протесты, апофеозом которых становятся События на площади Тяньаньмэнь в 1989 году. Тогда Ли выступил за жёсткое подавление студенческих волнений 1989 года.
Выделялся своим консерватизмом, предпочитал использовать плановые методы в экономике и выступал за постепенный рост экономики. Во время его премьерства в 1990-х годах китайская экономика росла динамичными темпами, в среднем по 10 % в год.
По истечении второго премьерского срока был избран председателем Всекитайского собрания народных представителей. В это время занимался в основном церемониальными обязанностями.
В последние свои несколько дней пребывания в должности председателя ПК ВСНП в своём заявлении подчеркнул, что ВСНП должно сознательно придерживаться руководства КПК.

## Политическое наследие
Считался одним из самых непопулярных политиков в Китае, в основном из-за отсутствия харизмы, имиджа проводника жесткой линии, коррупционных скандалов среди членов его семьи и роли в подавлении студенческих волнений на площади Тяньаньмэнь. Некоторые международные организации по правам человека прозвали его «Пекинским мясником». Некоторые обозреватели считают Ли виновным в экономических неудачах во время премьерства Чжао Цзыяна.
Во времена его премьерства в Китае осуществлены два мегапроекта: строительство гидроэлектростанции «Санься» и работа над серией космических кораблей «Шэньчжоу».
Посещавшая с визитом Пекин в сентябре 1991 года Маргарет Тэтчер впоследствии вспоминала, что то было временем «кипевшей политической борьбы между Ли Пэном и Цзян Цзэминем за место наследника Ден Сяо Пина, то есть верховного руководителя Китая. Борьба носила, главным образом, межличностный характер, однако в ней присутствовали и элементы идеологии. Ли Пэн, как известно, лично отдал приказ подавить с помощью танков протесты на площади Тяньаньмэнь. Это запятнало его в глазах иностранцев и многих китайцев. В нём видели человека, который ставил стабильность превыше реформ, в том числе и экономических».
Считался общительным человеком, любил читать, охотно готовил острые блюда сычуаньской кухни. Хорошо знал русский язык, самостоятельно овладел английским.

## Семья
Семья Ли Пэна известна тем, что её члены занимали крупные посты в энергетической отрасли страны.
Жена Ли Пэна Чжу Линь занимала важный пост в руководстве атомной электростанции «Даявань».
Их сын — Ли Сяопэн, занимал пост президента энергетической корпорации China Huaneng Corporation. В настоящее время занимает пост вице-губернатора провинции Шаньси.
Дочь — Ли Сяолинь, занимала пост вице-президента корпорации China Power Investment Corporation.
Младший сын — Ли Сяоюн, работал в китайской полиции. В настоящее время он живёт в Сингапуре.

## Награды
- Орден Республики (21 мая 1984 года, Тунис)[12].
- Орден Алауитского трона (4 октября 1995 года, Марокко)[13].
- Орден Солнца Перу (9 октября 1995 года, Перу)[14].
- Орден Освободителя (13 ноября 1996 года, Венесуэла)[15].
- Орден Камерунских заслуг (10 мая 1997 года, Камерун)[16].
- Орден Пакистана (10 апреля 1999 года, Пакистан)[17].
- Орден Югославской большой звезды (12 июня 2000 года, Югославия)[18][19].
- Медаль Пушкина (31 октября 2007 года, Россия) — за большой вклад в распространение, изучение русского языка, сохранение культурного наследия, сближение и взаимообогащение культур наций и народностей[20].